# City Kino Wedding

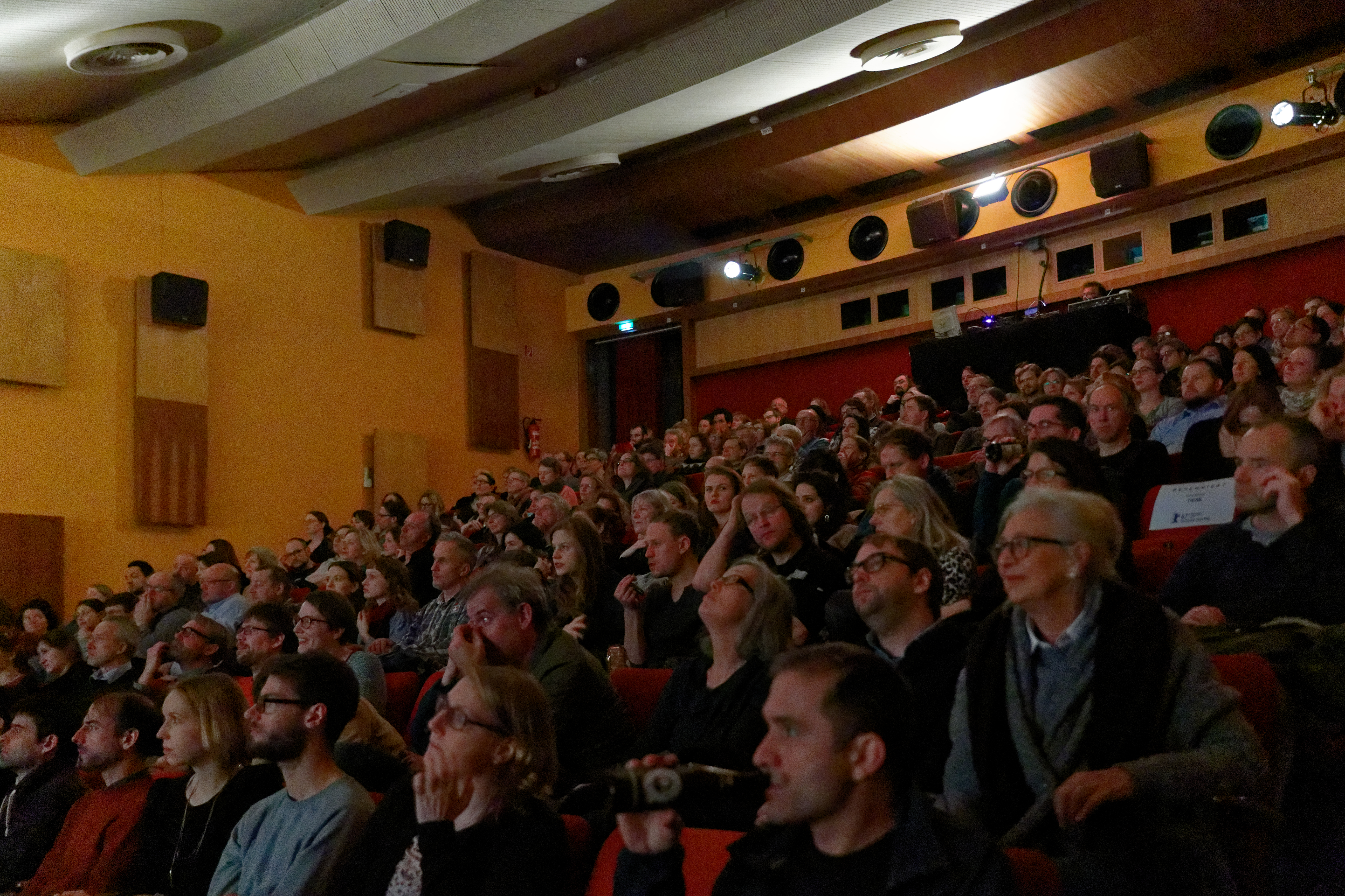
Vorführsaal des City Kino Wedding zur Premiere des Films Tiere (2017)

Das City Kino Wedding ist ein Programmkino auf dem Komplex des Centre Français de Berlin in der Müllerstraße 74. Der große Gebäudekomplex steht als Ganzes unter Denkmalschutz und diente bis 1992 als Kulturzentrum der französischen Besatzungsmacht. Der seit 2007 nicht mehr genutzte Kinosaal wurde am 13. September 2014 infolge einer Geschäftsidee als Kino neueröffnet.

## Geschichte
Das Kino im Centre Français de Berlin war eine multikulturelle Einrichtung, die für Kulturveranstaltungen, Theateraufführungen und Filmvorführungen benutzt wurde. Regelmäßig fanden hier auch Gratisfilmvorstellungen für ein deutsches Publikum statt. Nach Abzug der französischen Truppen wurde das Centre Français de Berlin umgebaut und 1994 wiedereröffnet. Anschließend diente es von 1996 bis 2007 als City Wedding mit dem Schwerpunkt Familienfilm und Arthouse, auch gelegentlich gezeigte Bollywoodfilme fanden ihr Stammpublikum. Danach war das Kino vorerst geschlossen. Kurzzeitig erfolgte 2009 unter dem Namen Eiffelturm-Kino im CFB noch einmal Kinobetrieb. Der Betreiber des Centre ließ den Kinosaal in der Folge sanieren, der wieder als Kulturort genutzt werden sollte. Auf einer Webseite mit aufgelisteten geschlossenen Berliner Kinos fand die ausgebildete Filmtheater-Managerin Anne Lakeberg den Hinweis, dass eine Bewirtschaftung gesucht wurde. Nach einer Vorortbesichtigung entschloss sie sich, zusammen mit Wiebke Wolter, sich zu bewerben.
Beide Frauen kümmerten sich unter dem Motto „Kiezkultur reloaded“ nun um eine Wiedereröffnung, die am 13. September 2014 stattfand. Die neue Kultureinrichtung erhielt den Namen City Kino Wedding. Zunächst wurden in einer Art Testphase alle zwei Wochen bis Ende des Jahres 2014 regelmäßig ausgewählte Filme zum kleinen Preis gezeigt. Seit Januar 2015 zeigt das Kino jede Woche Donnerstag bis Sonntag ein ausgewähltes Arthouseprogramm.

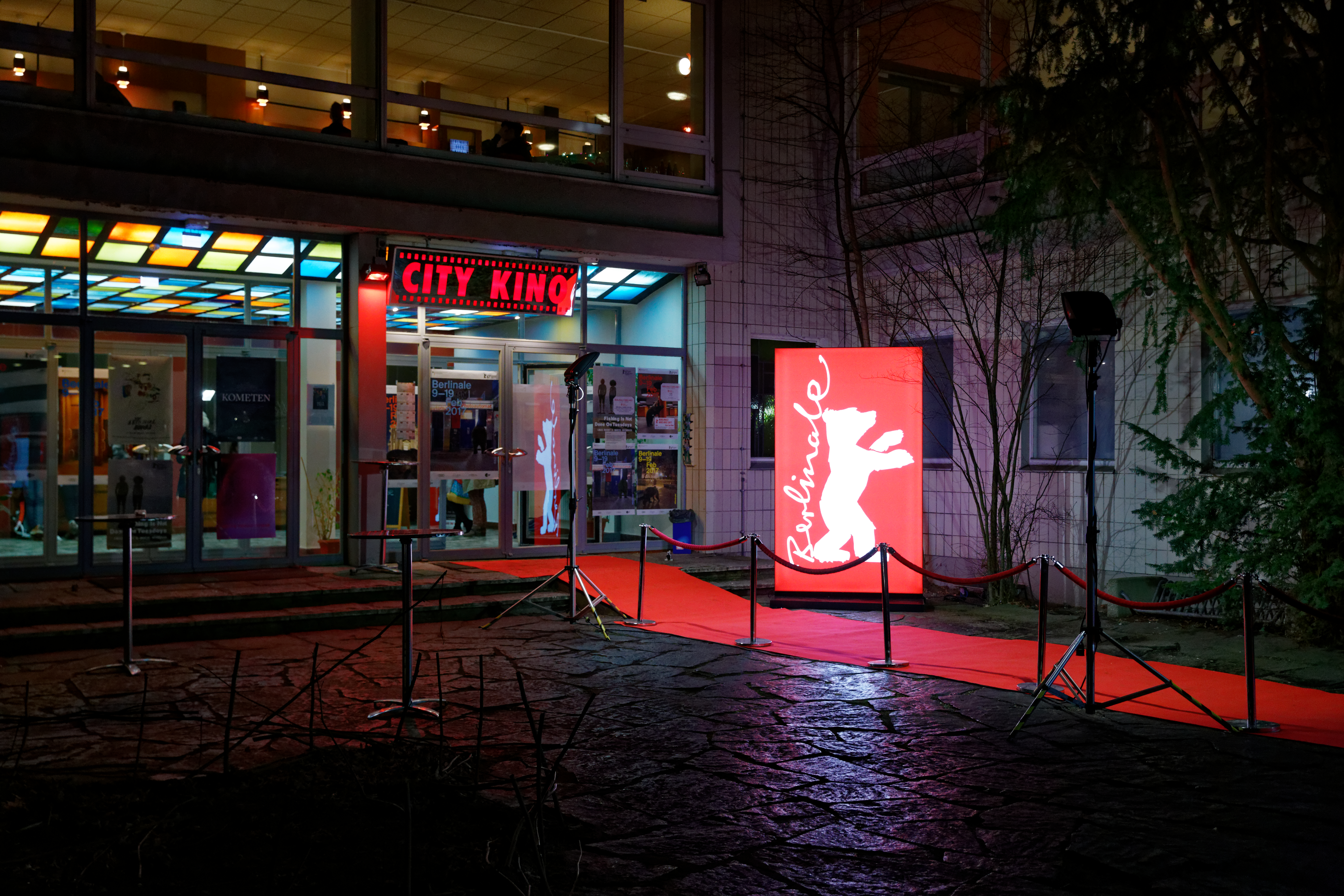
City Kino Wedding zur Berlinale 2017

Im Rahmen der Reihe Berlinale Goes Kiez wurde das City Kino in den Jahren 2016, 2017 und 2019 als Berlinale-Kino bespielt und in den Jahren 2016 und 2017 mit den Kinoprogrammpreisen des Medienboard Berlin Brandenburg sowie des Beauftragten der Bundesregierung für Kultur und Medien ausgezeichnet.
Zur Sicherung der für den Erhalt notwendigen Besucherzahlen organisiert Anne Lakeberg vor allem ein buntes ausgewähltes Filmprogramm, weniger auf die neuesten Filme ausgerichtet. Zusammen mit dem Restaurant gibt es auch Kulinarische Filmabende. Kleinere deutsche Filmproduzenten erhalten bei ihr Starthilfe, indem Uraufführungen stattfinden. Neben der Mitwirkung an der Berlinale und dem Kurzfilmfestival British Shorts machen auch das Jüdische Filmfest, das Arabische Filmfest im City Kino Wedding Station. Das Favourite Films Festival findet ausschließlich hier statt, bei dem die Publikumslieblinge von internationalen Filmfests gezeigt werden.
Im August 2019 verließ Wiebke Wolter die Einrichtung, sodass Anne Lakeberg seitdem alleinige Betreiberin ist. Unterstützt wird sie von vier Teilzeit-Mitarbeiterinnen, die den Kartenverkauf und andere Hilfsarbeiten übernehmen.

## Beschreibung
Der Kinosaal im Obergeschoss des Hinterhauses hat 218 Sitzplätze, was für ein Programmkino relativ groß ist. Zur Ausstattung gehört zudem ein 35-mm-Projektor, der aktuell jedoch nicht genutzt wird, stattdessen wurde mit finanzieller Förderung ein Digitalprojektor angeschafft.
Der Treppenaufgang zum Vorführsaal und das Foyer sind mit Natur-Marmor-Platten ausgelegt, die Decke wird aus bunten Glasquadraten gebildet, die hinterleuchtet sind. Im Vorderhaus des Gebäudekomplexes befinden sich ein französisches Restaurant und ein Hotel.